# Congolees Instituut voor Natuurbehoud
Het Congolees Instituut voor Natuurbehoud (Frans: Institut Congolais pour la Conservation de la Nature, ICCN) is een officiële Congolese instantie voor natuurbehoud.

## Geschiedenis
In 1934 werd, onder koloniaal bestuur, een Institut des Parcs Nationaux du Congo Belge (IPNB) opgericht om het in 1925 opgerichte 'Nationaal Park Koning Albert' (in 1969 herdoopt tot Nationaal Park Virunga) te beheren. In 1938 en 1939 werden de nationale parken Garamba en Upemba gecreëerd en toevertrouwd aan het beheer van het IPNB. Gedurende deze periode werd het IPNB beheerd door een in Brussel gevestigd directiecomité.
In 1960, toen Congo onafhankelijk werd, kwam het IPNB onder toezicht te staan van het Congolese ministerie van Landbouw. De nationale parken in het oosten werden echter jarenlang geteisterd door opstanden en burgeroorlog en tijdens die periode kwamen 23 conservatoren en bewakers om het leven.
In 1967 werd het INPB omgedoopt tot Nationaal Instituut voor Natuurbehoud (Institut national de la conservation de la nature, INCN), en in 1975 herdoopt tot Institut Zaïrois pour la Conservation de la Nature. In 1997, toen Zaïre weer de Democratische Republiek Congo werd, nam het instituut de naam "Institut Congolais pour la Conservation de la Nature" aan. In 2010 werd het Instituut voor Zoölogische en Botanische Tuinen van Congo overgenomen, en de taken opnieuw gedefinieerd.

## Organisatie
Het ICCN is opgericht als “overheidsbedrijf van technische en wetenschappelijke aard”, conform de Ordonnanties Nº75-023 van 22 juli 1975 en Nº78-190 van 5 mei 1978. Het instituut heeft een eigen rechtspersoonlijkheid en financiële autonomie, en staat voor de technische aspecten onder het toezicht van het Ministerie van Milieu, Natuurbehoud, Water en Bossen, en voor de financiële aspecten onder het Ministerie van Portefeuille. De ICCN werkt aan het duurzame beheer van de biodiversiteit in de beschermde gebieden van het land, in samenwerking met de lokale gemeenschappen en andere partners, om op die manier bij te dragen tot het welzijn van de Congolese bevolking en de mensheid in haar geheel.

## Natuurbehoud
Het ICCN beheert 9 nationale parken en circa 80 aanverwante reservaten (jachtdomeinen en wildreservaten) met een totale oppervlakte van bijna 200.000 km2 of ongeveer 8% van het nationale grondgebied.